# 小烏丸
小烏丸（こがらすまる）是平家一門的家宝，據傳是刀匠「天国」（あまくに）所作的 日本刀。在現在，小烏丸(無銘)也是皇家御物。

## 概要
被推定是奈良時代末期到平安時代中期之間所作，並且為鋒兩刃造的樣式。就形狀來說，比起斬擊，其實更適合刺擊。

## 傳承・來歷
傳說於桓武天皇時代，從大神宮（伊勢神宮)派遣的一隻有八尺大的大烏鴉身上那邊獲得此刀，「小烏丸」之名則是因為此刀是從大烏鴉的羽毛中出現而來。
之後平貞盛在鎮壓平將門，藤原純友等人的叛亂後，從天皇那邊獲得此刀，以後成為平家一門的重寶。在平家被滅的 壇之浦之戰後，行蹤不明，之後在江戶時代的天明5年（1785年），才被人知悉是由平氏一門的後裔 伊勢氏所保管，伊勢家將記載刀身以及刀裝來歷的「伊勢貞丈家藏小烏丸太刀圖」的文書交給幕府。然後這把「伊勢貞丈家藏小烏丸太刀」由伊勢家獻給德川將軍家，將軍家則是直接交由伊勢家保管，明治維新後，伊勢家賣給對馬国的宗氏，明治15年（1882年）由宗家當家宗重正伯爵獻給明治天皇。
現在成為皇室御物並作為平家傳承下來之物的「小烏丸」，刀與其外裝一起被作為宮内廳地委託品而交由国立文化財機構保管。另外，江戶時代初期由本阿彌光悅為此刀製作拓本，拓本上面有「大宝□年□月日　天国」的銘，但目前該刀卻沒有任何銘。

## 現存的小烏造（鋒兩刃造）太刀
正倉院宝物的直刀中也有鋒兩刃造樣式。除了御物「小烏丸」以外，也有少數幾件現存下來的「鋒兩刃造」樣式的太刀，這是各地各時代的刀工們為了研究而製作的模仿品。
在大日本帝國時代，由於「小烏丸」有過去天皇以之賜予討伐朝敵的將軍的典故，因此獲得元帥稱號的日本陸海軍大將的「元帥刀」的刀身也沿用「鋒兩刃造的太刀」的樣式。
如今，「鋒兩刃造的太刀」樣式是現代日本製的刀的様式之一，除了上述的「元帥刀」以外，也能在「靖国神社遊就館」的展示刀、新潟縣新發田市「月岡鐘琴公園」内的「鐘琴文化館」展示品（国宝級刀匠天田昭次製作刀）等刀劍中看到。又因為數量稀少，所以在刀劍店經手的刀劍中，偶爾才會見到這樣式。